# 400 m haies en Coupe d'Europe des nations d'athlétisme
Le 400 mètres haies est disputé en Coupe d'Europe d'athlétisme depuis 1965.
Les vainqueurs individuels en sont :
- 1965 : Robert Poirier (FRA) 50 s 8
- 1967 : Gerhard Hennige (FRG) 50 s 2
- 1970 : Jean-Claude Nallet (FRA) 50 s 1
- 1973 : Alan Pascoe (GBR) 50 s 07
- 1975 : Alan Pascoe (GBR) 49 s 00
- 1977 : Volker Beck (GDR) 48 s 90
- 1979 : Harald Schmid (FRG) 47 s 85
- 1981 : Volker Beck (GDR) 48 s 94
- 1983 : Harald Schmid (FRG) 48 s 56
- 1985 : Harald Schmid (FRG) 47 s 85
- 1987 : Harald Schmid (FRG) 48 s 67
- 1989 : Kriss Akabusi (GBR) 48 s 95
- 1991 : Kriss Akabusi (GBR) 48 s 39
- 1993 : Stéphane Diagana (FRA) 48 s 08
- 1994 : Sven Nylander (SWE) 49 s 36
- 1995 : Laurent Ottoz (ITA) 49 s 30
- 1996 : Fabrizio Mori (ITA) 49 s 45
- 1997 : Fabrizio Mori (ITA) 48 s 93
- 1998 : Ruslan Mashchenko (RUS) 48 s 49
- 1999 : Fabrizio Mori (ITA) 48 s 68
- 2000 : Chris Rawlinson (GBR) 48 s 84
- 2001 : Fabrizio Mori (ITA) 48 s 39
- 2002 : Fabrizio Mori (ITA) 48 s 41
- 2003 : Chris Rawlinson (GBR) 48 s 45
- 2004 : Chris Rawlinson (GBR) 48 s 59
- 2005 : Naman Keïta (FRA) 48 s 77
- 2006 : Naman Keïta (FRA) 50 s 20
- 2007 : Periklis Iakovakis (GRE) 48 s 35 (devant Marek Plawgo (POL), 48 s 90 et Naman Keïta (FRA) 48 s 90)
- 2008 : Periklís Iakovákis (GRE) 49 s 15	(devant Marek Plawgo, POL 49 s 44 et Salah Ghaidi 49 s 64)